# Kodály körönd
Kodály körönd – stacja metra w Budapeszcie na linii M1. Została oddana do użytku w roku 1896. Stacja nosi nazwę Kodály körönd i jest położona przy pl. Zoltána Kodálya, węgierskiego kompozytora i geografa. Peron stacji znajduje się 3 m pod ziemią, a jej wygląd przypomina klasyczny wystrój żółtej linii budapeszteńskiego metra. Następne stacje to: Vörösmarty utca i Bajza utca.